# Lonchura grandis
Il cappuccino beccogrosso (Lonchura grandis Sharpe, 1882) è un uccello passeriforme della famiglia degli Estrildidi.

## Tassonomia
Se ne riconoscono quattro sottospecie:
- Lonchura grandis grandis, la sottospecie nominale, diffusa nella zona sud-orientale della Papua Nuova Guinea;
- Lonchura grandis destructa Hartert, 1930, diffusa nella zona centro-settentrionale della Nuova Guinea;
- Lonchura grandis ernesti Stresemann, 1921, diffusa in Papua Nuova Guinea nord-orientale;
- Lonchura grandis heurni Hartert, 1932, diffusa nella porzione orientale della provincia di Papua;

Il nome scientifico della specie è dovuto alla taglia lievemente maggiore rispetto a quella raggiunta dalla maggior parte delle specie congeneri.

## Distribuzione edhabitat
Il cappuccino beccogrosso è un uccello endemico della Nuova Guinea, della quale abita le porzioni centrale, settentrionale ed orientale. Questa specie abita le aree erbose sul limitare della foresta pluviale, ma appare più strettamente legata all'acqua rispetto a molte sue congeneri e la si trova anche in paludi, canneti e foreste di bambù, spingendosi anche nelle zone prative montane fino a 1280 m d'altezza.

## Descrizione

### Dimensioni
Misura fino a 12,5 cm di lunghezza, coda compresa, per un peso che sfiora i 14,5 g.

### Aspetto
Si tratta di un uccello di piccole dimensioni e dall'aspetto robusto, munito di un becco estremamente forte e robusto, tozzo e di forma conica, al quale questa specie deve il proprio nome comune.

La colorazione è nera su testa, petto e ventre, mentre dorso, fianchi, ali e coda appaiono di colore bruno: gli occhi sono di colore bruno scuro, le zampe sono grigio-carnicine, il becco è grigio-bluastro.

## Biologia
Vive in gruppi anche consistenti, che spesso si uniscono a stormi di altre specie congeneri come il passero triste, il cappuccino testa grigia e la donacola petto castano: il cappuccino beccogrosso è un uccello diurno, che passa la maggior parte del giorno al suolo alla ricerca del cibo.

### Alimentazione
Si tratta di uccelli granivori, che grazie al fortissimo becco sono in grado di frantumare una vasta gamma di piccoli semi, prediligendo quelli ancora immaturi e quelli appena germogliati. Essi integrano inoltre la propria dieta con materiale di origine vegetale (germogli, frutta e bacche) e, seppur raramente, con piccoli insetti volanti.

### Riproduzione
I cappuccini beccogrosso sono in grado di riprodursi durante tutto l'arco dell'anno, prediligendo tuttavia la fine della stagione delle piogge per dare il via all'evento riproduttivo.
Il nido viene costruito alle estremità dei rami di cespugli od alberi: può capitare che su una singola pianta siano presenti più nidi. Il nido ha struttura globosa e la sua costruzione è principalmente a carico del maschio: la femmina vi depone 3-5 uova che vengono incubate alternatamente da ambedue i partner per 13-14 giorni. Anche la cura dei piccoli è a carico di entrambi i genitori: essi, implumi e ciechi alla nascita, sono in grado d'involarsi attorno alle tre settimane di vita, tendendo però a rimanere nei pressi del nido per ancora due settimane prima di allontanarsene definitivamente.